# Stoney (langue)
Pour les articles homonymes, voir Stoney.
Le stoney (autonyme : isga, nakota, nakoda) est une langue siouane parlée dans cinq réserves de l'Alberta situées au pied des montagnes Rocheuses, entre Calgary et Edmonton, au Canada.
En 2016, Statistique Canada recense 3 665 locuteurs du stoney au Canada, dont 3 215 locuteurs natifs.

## Classification
Le stoney fait partie de la chaîne dialectale dakota dont il constitue l'extrémité occidentale. 
Ce dialecte est souvent présenté comme étant très proche de l'assiniboine. Cette confusion est accentuée par l'usage contemporain, en Alberta du terme « stoney » pour désigner les Assiniboines.

## Écriture
Le stoney est écrit avec l’alphabet latin. La Nation sioux nakota d’Alexis  utilise une orthographe pour ses cours de langue stoney.
| a | â  | aa | b  | c  | c' | d  | e | ê | ee | g | h  | i |
| î | ii | j  | k  | k' | m  | n  | o | ô | oo | p | p' | r |
| s | sh | t  | t' | u  | û  | uu | w | x | y  | z | zh | ? |

## Phonologie
Le stoney est le plus divergent phonologiquement de tous les dialectes dakota. Il n'est pas mutuellement intelligible avec l'assiniboine.
Le stoney se différencie des autres dialectes dakota par un certain nombre d'innovations phonologiques:
- Les occlusives et l'affriquée glottalisées, [pʼ], [tʼ], [kʼ], [t͡ʃʾ],  se sont fondues dans la série des aspirées.
- Les fricatives [s] et [z] sont passées à [θ] et [ð].
- Les fricatives vélaires, [ɣ] et [x], sont devenues pharyngales.
- La contraction des syllabes.
- Une tendance à la dénasalisation des voyelles.
- Des changements d'accentuation.

## Vocabulaire
Le vocabulaire diverge de celui des autres dialectes : assiniboine kukúša mais stoney wįktoktón, cochon ; assiniboine čhóthąka, yankton-yanktonai mázakhą mais stoney iyúptąhą, fusil. Le mot dakota mázaska, argent, est remplacé en stoney par šuniyá, emprunté au cri.